# Mikrusek skryty
Mikrusek skryty (Microcebus macarthurii) – gatunek ssaka naczelnego z rodziny lemurkowatych (Cheirogaleidae).

## Zasięg występowania
Mikrusek skryty znany jest tylko z miejsca typowego około 26 km na zachód od Maroantsetry, w północno-wschodnim Madagaskarze.

## Taksonomia
Gatunek po raz pierwszy naukowo opisał w 2008 roku zespół zoologów pod kierunkiem niemieckiej weterynarki Ute Radespiel nadając mu nazwę Microcebus macarthurii. Jako miejsce typowe odłowu holotypu autorzy wskazali Anjiahely (około 15°24’S, 49°29’E), w Antsiraranie, na Madagaskarze. 
Autorzy Illustrated Checklist of the Mammals of the World uznają ten takson za gatunek monotypowy.

### Etymologia
- Microcebus: gr. μικρος mikros „mały”; κήβος kēbos „długoogoniasta małpa”[6].
- macarthurii: MacArthur Foundation, założona przez Johna Donalda MacArthura i jego żonę, Catherine[7].

## Morfologia
Długość ciała (bez ogona) 11–12 cm, długość ogona 14,7 cm; masa ciała około 53 g. 